# 소년감별소
소년감별소(少年鑑別所)는 소년을 위한 시설로, 가정 법원으로부터 관찰, 보호 조치의 대상으로서 송치된 소년을 수용하여 교정 교육을 시킨다.